# Dave Goulson
Dave Goulson (geb. 1965) ist ein englischer Biologe. Er ist Professor an der University of Sussex und bekannt als Fachmann für die Bionomie und den Schutz der Hummeln (Bombus).

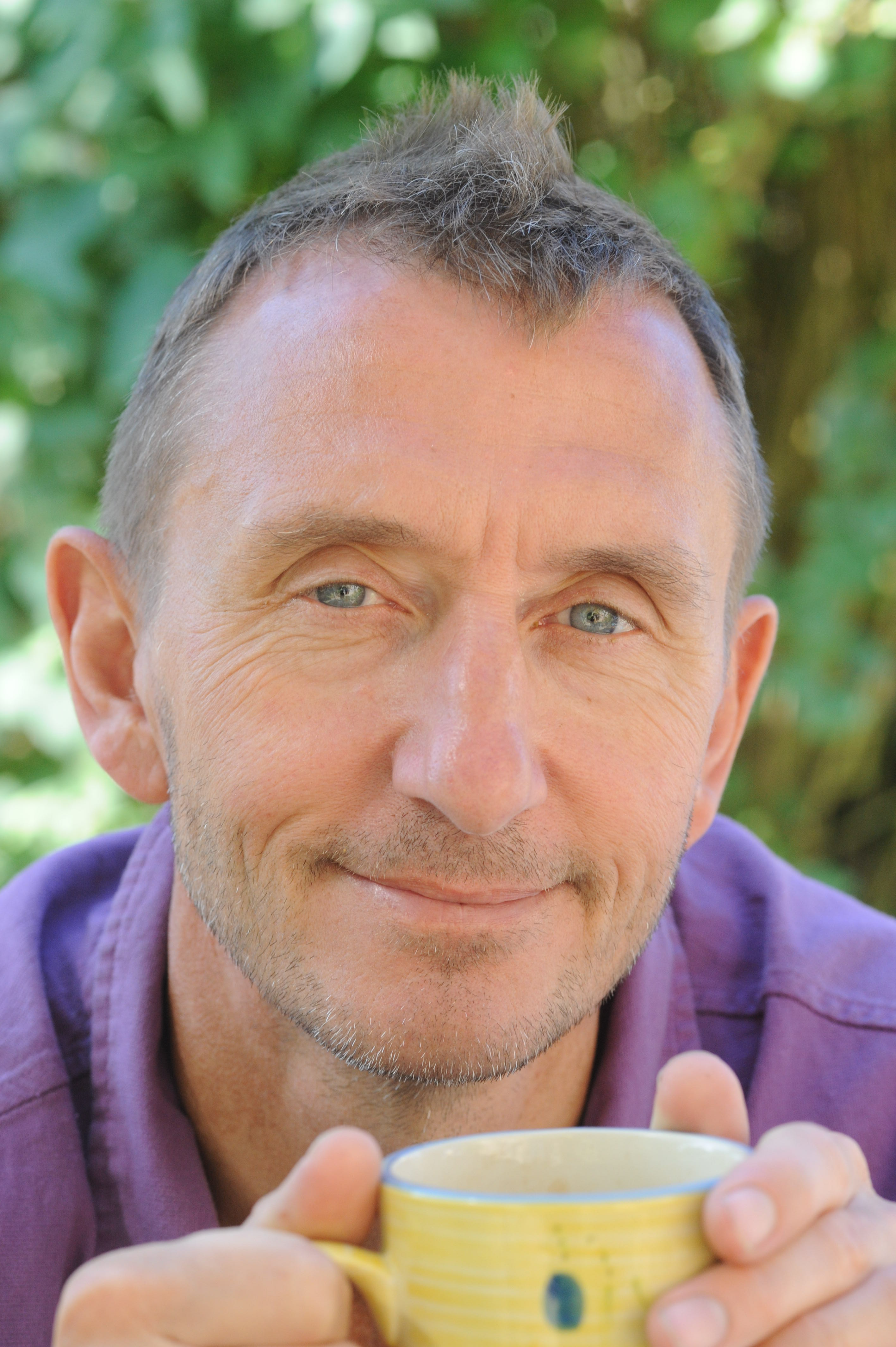
Dave Goulson (2014)

## Karriere
Goulson wuchs in Shropshire auf.
Er studierte an der University of Oxford und wurde an der Oxford Brookes University mit einer Arbeit über Schmetterlinge promoviert.
Ab 1995 arbeitete als Dozent an der University of Southampton, wo seine Forschung an Hummeln begann. 2006 wurde er Professor an der University of Stirling, bevor er 2010 an die University of Sussex wechselte.
2013 veröffentlichte er das Buch A Sting in the Tale (deutsch: Und sie fliegt doch), mit dem er für den Samuel-Johnson-Preis nominiert war.

## Auszeichnungen
- 2013: Zoological Society of London’s Marsh Award for Conservation Biology
- 2017: APEX Award von British Academy, Royal Academy of Engineering und Royal Society

## Bumblebee Conservation Trust
2006 gründete Goulson den Bumblebee Conservation Trust, eine gemeinnützige Organisation, die sich für den Schutz der Hummeln einsetzt.

## Veröffentlichungen
- 2014: Und sie fliegt doch: Eine kurze Geschichte der Hummel. Hanser, München, ISBN 978-3-446-44039-5
- 2016: Wenn der Nagekäfer zweimal klopft: Das geheime Leben der Insekten. Hanser, München, ISBN 978-3-446-44700-4; als Taschenbuch: 2018: Das Summen in der Wiese: Das geheime Leben der Insekten, Ullstein-Taschenbuchverlag, Berlin. ISBN 978-3-548-37750-6
- 2017: Die seltensten Bienen der Welt. Ein Reisebericht. Hanser, München, ISBN 978-3-446-25503-6
- 2019: Wildlife Gardening: Die Kunst, im eigenen Garten die Welt zu retten Hanser, München, ISBN 978-3-446-26188-4
- 2021: Bienenweide und Hummelparadies. Eine praktische Anleitung für Bienenliebhaber, Hanser, München, ISBN 978-3-446-26929-3
- 2022: Stumme Erde. Warum wir die Insekten retten müssen. Hanser, München, ISBN 978-3-446-27267-5